# Jani Klemenčič
Janez "Jani" Klemenčič, slovenski veslač (četverec brez krmarja), * 21. september 1971. 
Vesla za Veslaški klub Bled.

## Največji uspehi

### Svetovno prvenstva
- 1994 4. mesto
- 1997 4. mesto
- 2001 bron
- 2002 4. mesto

### Olimpijske igre
- Barcelona 1992 bron Prva slovenska olimpijska medalja: četverec (Janša, Mirjanič, Mujkič, Klemenčič)
- Atlanta 1996 4. mesto (Mujkič, Janša, Žvegelj, Klemenčič)
- Sydney 2000 4. mesto (Prelog, Kolander, Janša, Klemenčič)